# ラクターゼ
ラクターゼ（英: Lactase, LCT、EC 3.2.1.108）は、β-ガラクトシダーゼの酵素群の1つで、ラクトースをガラクトースとグルコースに加水分解するグリコシドヒドロラーゼである。ヒトでは、ラクターゼは小腸の腸絨毛（小腸上皮細胞）に多く存在する。
ラクターゼは乳に含まれるラクトースを加水分解するのに重要な酵素であり、この酵素の欠乏は乳糖不耐症(Lactose intolerance)として消化器症状を引き起こすことがあり、錠剤型などラクターゼ製剤が市販されている。
ラクターゼの最適温度は48℃、最適pHは6.5である。

## 工業利用
ラクターゼはKluyveromyces marxianus、Kluyveromyces lactisといった酵母、Aspergillus niger、Aspergillus oryzaeといった菌類から得られる。これは乳糖不耐症の人々の為にラクトースを分解した牛乳を作るのに使われている。また、アイスクリームの製造にも使われている。これはラクトースよりガラクトースとグルコースの方が甘味が強いためである。ラクターゼは乳清をシロップに変換するのにも使われる。